# Nunes de Oliveiro
Nunes de Oliveiro é uma aldeia de São Tomé e Príncipe, localiza-se no Distrito de Caué, ilha de São Tomé, próxima às localidades de Dona Augusta, Pesqueira e Mateus Sampaio.